# ابزار فراگیری زبان
ابزار فراگیری زبان (به انگلیسی: Language Acquisition Device (LAD)) یک بخش فرضی از ذهن انسان، که به استعداد ذاتی کودکان برای فراگیری زبان اختصاص دارد.
ابزار فراگیری زبان در نظریۀ اولیۀ چامسکی دستگاه یا سامانه‌ای در ذهن کودکان که از طریق آن، فراگیری زبان میسر می‌شود. چامسکی در دهه ۱۹۶۰ این فرضیه را برای نخستین بار پیشنهاد کرد. ابزار فراگیری زبان یک ظرفیت غریزی ذهنی است که به نوزادان توان فراگیری و ساخت زبان را می‌دهد. این ابزار جزئی از تئوری ذات‌گرایی زبان است. این تئوری می‌گوید که انسان با غریزه یا سهولت ذاتی برای فراگیری زبان زاده می‌شود. بارزترین استدلال در پشتیبانی ازین ابزار فرضی، استدلال فقر برانگیزاننده است که چنین استدلال می‌کند؛ که اگر کودکان دانش قابل ملاحظهٔ ذاتی دستور زبان را نداشته باشند، آن‌ها به این تندی نمی‌توانند زبان یاد بگیرند چراکه آنها مدرک منفی ای ندارند و به ندرت آموزش مستقیم برای یادگیری زبان نخست خود دریافت می‌کنند.
به خاطر داشته باشید که LAD یک مفهوم نظریه‌ای است. در مغز بخشی به عنوان «دستگاه فراگیری زبان» وجود ندارد که یک سوییچ روی آن باشد تا روشن شود و یادگیری یک زبان جدید اتفاق بیفتد. بلکه بیشتر (LAD) در جهت توضیح این است که انسان‌ها صدها و هزاران فرایند مهم در مغزشان دارند؛ که به تدریج تغییر کرده‌ست.و همین فرایند در یادگیری و درک زبان به خصوص به کار می‌رود.
چامسکی پیشنهاد کرد که هر کودک با یک LAD که قوانین اساسی زبان را در بر دارد، به دنیا می‌آید. به بیان دیگر کودکان با درکی از قوانین زبان به دنیا می‌آیند. آن‌ها تنها نیاز به این دارند که لغات را فراگیری کنند.
چامسکی چند مدرک برای حمایت از این نظریه پیشنهاد می‌کند:
- او می‌گوید که زبان به طور اساسی بین تمامی انسان‌ها مشابه است. برای مثال هر زبانی چیزی مثل یک اسم یا فعل دارد و هر زبانی این توانایی را دارد تا مسائل را به صورت مثبت و منفی بیان کند.
- چامسکی همچنین دریافت که وقتی کودکان دارند حرف زدن را یاد می‌گیرند؛ خطاهایی که ممکن است شما انتظار داشته باشید، را به کار نمی‌برند. برای مثال به نظر می‌رسد کودکان حتی قبل از این‌که بتوانند به صورت کامل جمله بگویند، درک می‌کنند که تمام جملات باید ساختار فاعل-فعل-مفعول را داشته باشند. 
چامسکی اضافه می‌کند که کودکان درست قبل از اینکه بتوانند روان صحبت کنند، اگر بزرگسالان اطراف آنها از لحاظ گرامری به غلط صحبت کنند، آن‌ها متوجه می‌شوند. او همچنین دریافت که کودکان تلاش می‌کنند قواعد گرامری را برای لغاتی که در زبان مادری آنها استثناست را به کار ببرند. برای مثال در قواعد گرامر انگلیسی یک کودک ممکن است لغت fish را به صورت جمع fishes بگوید و به deer ممکن است deers بگوید با وجود اینکه این لغات در انگلیسی استثنا هستند.

## برای مطالعهٔ بیشتر
- Briscoe, Ted (2000). "Grammatical Acquisition: Inductive Bias and Coevolution of Language and the Language Acquisition Device". Language. 76 (2): 245–296. doi:10.1353/lan.2000.0015.
- Kennison, S. M. (2013). Introduction to language development. Los Angeles: Sage.